# Townsend (Massachusetts)
Townsend és una població dels Estats Units a l'estat de Massachusetts. Segons el cens del 2007 tenia 9.374 habitants.

## Demografia
Segons el cens del 2000, Townsend tenia 9.198 habitants, 3.110 habitatges, i 2.475 famílies. La densitat de població era de 108 habitants/km².
Dels 3.110 habitatges en un 44,5% hi vivien nens de menys de 18 anys, en un 67,5% hi vivien parelles casades, en un 9% dones solteres, i en un 20,4% no eren unitats familiars. En el 16,1% dels habitatges hi vivien persones soles el 5,2% de les quals corresponia a persones de 65 anys o més que vivien soles. El nombre mitjà de persones vivint en cada habitatge era de 2,96 i el nombre mitjà de persones que vivien en cada família era de 3,34.
Per edats la població es repartia de la següent manera: un 30,4% tenia menys de 18 anys, un 7,7% entre 18 i 24, un 30,9% entre 25 i 44, un 24,2% de 45 a 60 i un 6,8% 65 anys o més.
L'edat mediana era de 35 anys. Per cada 100 dones de 18 o més anys hi havia 95,8 homes.
La renda mediana per habitatge era de 61.745 $ i la renda mediana per família de 67.173$. Els homes tenien una renda mediana de 49.340 $ mentre que les dones 31.073$. La renda per capita de la població era de 22.658$. Entorn del 3,7% de les famílies i el 5,1% de la població estaven per davall del llindar de pobresa.